# Бабка (Брянская область)
Ба́бка — деревня в Надвинском сельском поселении Клетнянского района Брянской области России.

## География
Расположена в 5 км к северо-востоку от районного центра и в 3 км от села и железнодорожной платформы Акуличи.
Деревня Бабка находится в лесистой местности, при ручье — правом притоке реки Надвы. На ручье устроены пруды.

## История
До 1960 года деревня Бабка находилась в Акуличском 2-м сельсовете, в 1960—2005 гг. — в Павлинском сельсовете. С образованием Надвинского сельского поселения входит в его состав.
Максимальное число жителей — 80 человек (1926). С 2001 года население в деревне отсутствует.

## Население
| 1926 | 2010 | 2013 |
| ---- | ---- | ---- |
| 80   | ↘0   | →0   |